# Tangjiawan
Tangjiawan (kinesiska: 唐家湾) är en köping i sydöstra Kina. Den ligger i stadsdistriktet Xiangzhou i staden Zhuhai i provinsen Guangdong, omkring 92 kilometer söder om provinshuvudstaden Guangzhou. Antalet invånare är 109 152. Befolkningen består av 54 428 kvinnor och 54 724 män. Barn under 15 år utgör 8,0 %, vuxna 15-64 år 88 %, och äldre över 65 år 3,0 %.